# Stargate fandom

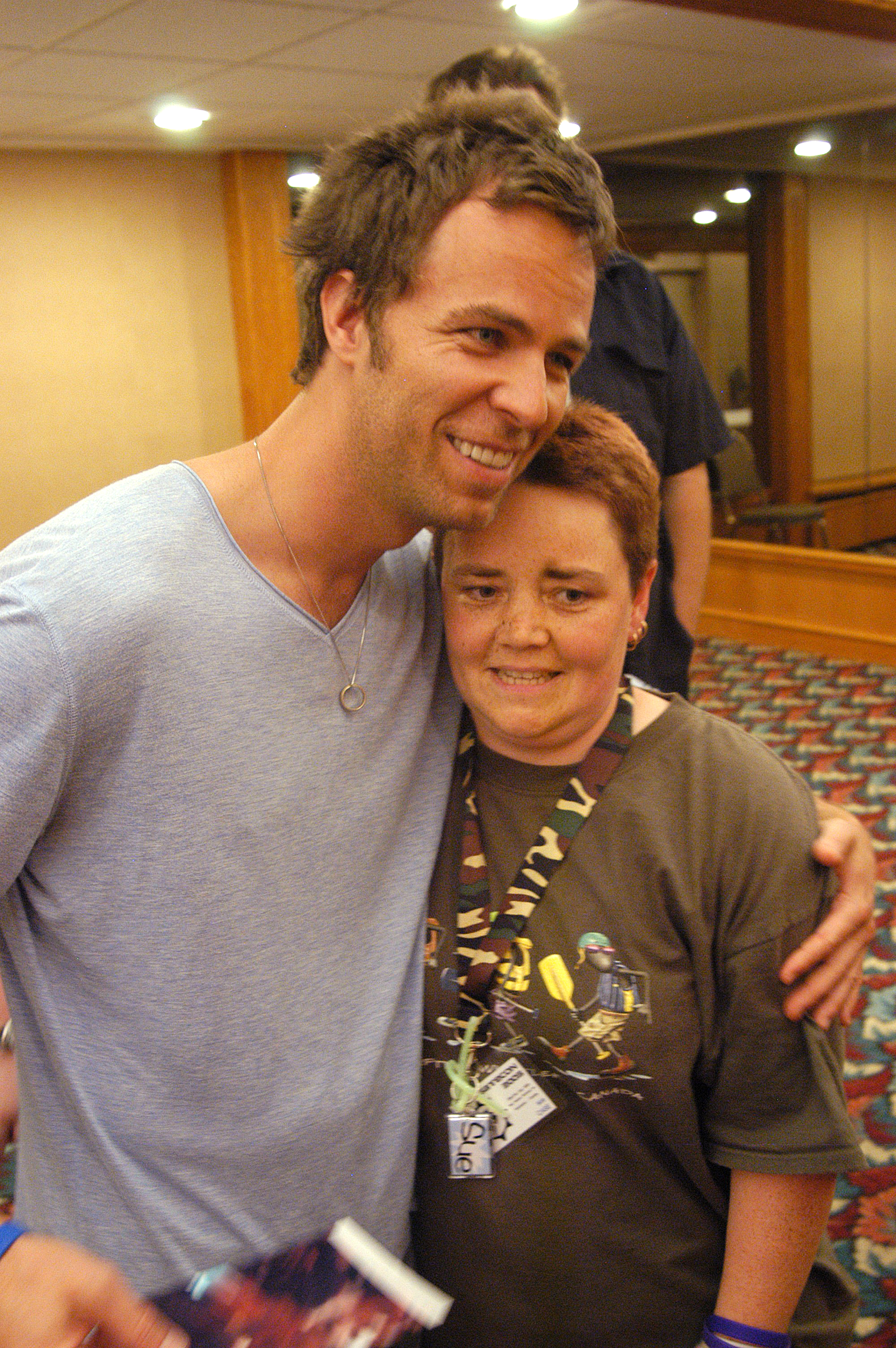
J.R. Bourne na Gatecon em 2005

Stargate fandom, (do inglês) designa todos os fãs das séries Stargate SG-1 (SG1), Stargate Infinity (SGI) Stargate Atlantis (SGA), Stargate Universe (SGU), bem como todos os filmes e spin-offs.
O primeiro lançamento do franchise, o filme Stargate (1994), deu origem a 4 séries televisivas e dois filmes (estando outros 2 em estado desconhecido devido aos problemas financeiros da MGM). Graças a todos os fãs de Stargate, surgiram outros elementos no franchise como livros, videojogos e livros em áudio. Em 2013, foi anunciado um reboot do filme.

## Fandom
Embora muito criticado, o filme "Stargate" de 1994, chamou muito as atenções gerando uma receita próxima de 200 milhões de dólares nas bilheteiras. O filme foi elogiado pelos seus efeitos especiais que seguiram ao longo dos anos nas respectivas séries. O franchise Stargate construiu uma sólida base de fãs, finando esta trilogia conhecida por a lealdade destes e a sua participação nas convenções. 
Além das convenções oficiais, a franquia teve muitas convenções não-oficiais, como a MediaWest Con e Vividcon estabelecidas e executadas pelos seus aficionados.

### Gaters

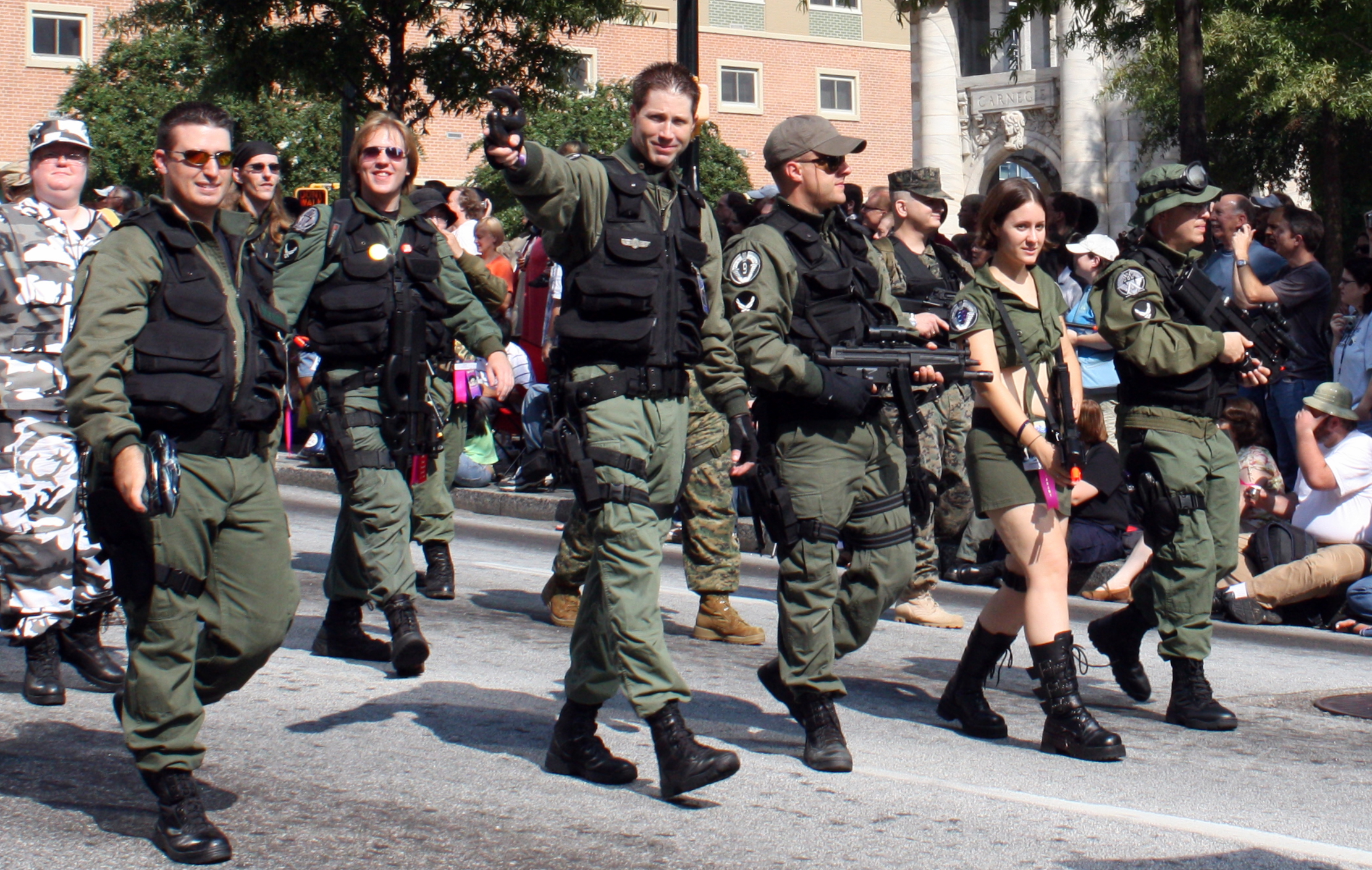
Fãs vestem-se como "SG teams" na Dragon Con em 2008

Brad Wright usou o termo "Gaters" ao referir-se aos fãs de Stargate SG-1 em 2001 embora o termo não tenha sido muito divulgado. Alguns fãs acreditaram que existia realmente um Stargate na Cheyenne Mountain o que acabou por inspirar os escritores da série a um episódio para a Temporada 4 de Stargate SG-1 do qual se tornou uma história de conspirações (Point of no Return). O site de fãs Gateworld tornou-se o maior nos Estados Unidos a disponibilizar notícias e outros conteúdos sobre as estas séries tendo outras noutros países tendo seguido o mesmo exemplo.